# Litsea subovata
Litsea subovata är en lagerväxtart som först beskrevs av Friedrich Anton Wilhelm Miquel, och fick sitt nu gällande namn av André Joseph Guillaume Henri Kostermans. Litsea subovata ingår i släktet Litsea och familjen lagerväxter. Inga underarter finns listade i Catalogue of Life.